# وستوی (تگزاس)
وستوی (به انگلیسی: Westway) یک منطقهٔ مسکونی در ایالات متحده آمریکا است که در شهرستان ال پاسو، تگزاس واقع شده‌است. وستوی ۳٫۹ کیلومتر مربع مساحت و ۴٬۱۸۸ نفر جمعیت دارد و ۱٬۲۰۷ متر بالاتر از سطح دریا واقع شده‌است.